# Conxita Marsol Riart
Pour les articles homonymes, voir Marsol (homonymie) et Riart.
Conxita Marsol Riart, née le 27 août 1960 à Artesa de Segre (Espagne), est une avocate et femme politique andorrane.

## Biographie
Conxita Marsol Riart est licenciée en droit de l'université de Barcelone.
Elle est élue pour la première fois au Conseil général en 2005 et elle devient la présidente du groupe libéral.
En mai 2008, elle est appelée par Albert Pintat Santolària à entrer au gouvernement en qualité de ministre de la Présidence.
C'est elle qui lance la proposition fin 2008 d'ouvrir les commerces jusqu'à 21 h ainsi que la liberté aux commerces d'ouvrir le 14 mars, jour de la Constitution andorrane.
Le 26 avril 2009, lors des élections législatives, elle obtient seulement 27 % des voix contre 54 % pour le candidat socialiste, ce qui ne lui permet pas d'être reconduite dans ses fonctions de conseillère générale.
En 2015, elle est élue de nouveau au Conseil général sur la liste des Démocrates pour Andorre. À la fin de la même année, elle se présente aux élections municipales d'Andorre-la-Vieille. Sa liste remporte les élections avec 35,74 % des voix et elle devient maire. Elle est réélue en 2019 après la victoire de sa liste aux élections.